# Official New Zealand Music Chart
Official New Zealand Music Chart är den hitlista över de 40 främst placerade albumen och singlarna som varje vecka publiceras av Recorded Music NZ. Listan innehåller de 20 främst placerade singlarna och albumen, och de 10 främst placerade samlingsalbumen. Alla listor sammanställs genom uppgifter från både fysiska och digitala försäljningar i Nya Zeeland.
2014 meddelades att streaming också kommer att tas med från årets slut. Tidigare togs också hänsyn till hur ofta musiken spelades i radio